# Norderåa
Norderåa (også kaldt Nørderåa lokalt) er en lille flod i Elverum kommune i Innlandet. Elven er en 4,6 km lang biflod til Glomma som render ud af Rudstjennet sydvest i kommunen. Mundingen til elven er i Heradsbygda.

## Etymologi
Navnet kommer af den nordiske gud Njord, ikke af himmelretningen nord.